# Pengantungan
Pengantungan is een bestuurslaag in het regentschap Bengkulu van de provincie Bengkulu, Indonesië. Pengantungan telt 3408 inwoners (volkstelling 2010).